# Circuito de la Sarthe 2022
La 68.ª edición de la competición ciclista Circuito de la Sarthe fue una carrera de ciclismo en ruta por etapas que se celebró entre el 5 y el 8 de abril de 2022 en Francia en la Región de Países del Loira, con inicio en la ciudad de La Châtaigneraie y final en la ciudad de Sillé-le-Guillaume sobre un recorrido de 717,1 kilómetros.
La carrera formó parte del UCI Europe Tour 2022 dentro de la categoría UCI 2.1 y fue ganada por el neerlandés Olav Kooij del Jumbo-Visma. Completaron el podio, como segundo y tercer clasificado respectivamente, el francés Benoît Cosnefroy del AG2R Citroën y el belga Xandro Meurisse del Alpecin-Fenix.

## Equipos participantes
Tomaron parte en la carrera 19 equipos: 8 de categoría UCI WorldTeam invitados por la organización, 7 de categoría UCI ProTeam y 4 de categoría Continental. Formaron así un pelotón de 108 ciclistas de los que acabaron 64. Los equipos participantes fueron:
| WorldTeams (8)- Groupama-FDJ - Cofidis - EF Education-EasyPost - Quick-Step Alpha Vinyl - Jumbo-Visma - Trek-Segafredo - Ineos Grenadiers - AG2R Citroën Team ProTeams (7)- B&B Hotels-KTM - TotalEnergies - Arkéa-Samsic - Sport Vlaanderen-Baloise - Alpecin-Fenix - Drone Hopper-Androni Giocattoli - Bingoal Pauwels Sauces WB Equipos continentales (4)- Saint Michel-Auber 93 - Go Sport-Roubaix Lille Métropole - UC Nantes Atlantique - Nice Métropole Côte d'Azur |
| |

## Recorrido
El Circuito de la Sarthe dispuso de cuatro etapas para un recorrido total de 717,1 kilómetros.
| Etapa     | Fecha    | Recorrido                                         | type            | Distancia (km) | Desnivel (m) | Ganador       | Líder         |
| --------- | -------- | ------------------------------------------------- | --------------- | -------------- | ------------ | ------------- | ------------- |
| 1.ª etapa | 5 de abr | Mamers – Mamers                                   | etapa escarpada | 192,3          | 2651 m       | Mads Pedersen | Mads Pedersen |
| 2.ª etapa | 6 de abr | Le Lude – Le Lude                                 | etapa llana     | 174,7          | 1346 m       | Olav Kooij    | Mads Pedersen |
| 3.ª etapa | 7 de abr | Sablé-sur-Sarthe – Sablé-sur-Sarthe               | etapa llana     | 176,5          | 1077 m       | Mads Pedersen | Mads Pedersen |
| 4.ª etapa | 8 de abr | La Chapelle-Saint-Aubin – La Chapelle-Saint-Aubin | etapa llana     | 136,4          | 1876 m       | Olav Kooij    | Olav Kooij    |

## Desarrollo de la carrera

### 1.ª etapa
| Mamers - Mamers | etapa escarpada | (192,3 km) |

| \| Clasificación de la etapa \| Clasificación de la etapa \| Clasificación de la etapa \| Clasificación de la etapa \| Clasificación de la etapa \| \| Ciclista \| Ciclista \| Equipo \| Tiempo \| \| \| ------------------------- \| ------------------------- \| ------------------------- \| ------------------------- \| ------------------------- \| \| 1.º \| Mads Pedersen \| Trek-Segafredo \| 4 h 32 min 04 s \| \| \| 2.º \| Benoît Cosnefroy \| AG2R Citroën Team \| + 0 s \| \| \| 3.º \| Axel Zingle \| Cofidis \| + 0 s \| \| \| 4.º \| Kévin Vauquelin \| Arkéa-Samsic \| + 0 s \| \| \| 5.º \| Filippo Ganna \| Ineos Grenadiers \| + 0 s \| \| \| 6.º \| Lucas Plapp \| Ineos Grenadiers \| + 0 s \| \| \| 7.º \| Thibaut Pinot \| Groupama-FDJ \| + 0 s \| \| \| 8.º \| Sean Quinn \| EF Education-EasyPost \| + 5 s \| \| \| 9.º \| Alexis Gougeard \| B&B Hotels-KTM \| + 7 s \| \| \| 10.º \| Anthony Perez \| Cofidis \| + 21 s \| \| |                  |                       |                 |
| |                  |                       |                 |
| Fuente: ProCyclingStats |                  |                       |                 |
| Clasificación de la etapa |                  |                       |                 |
| Ciclista | Ciclista         | Equipo                | Tiempo          |
| 1.º | Mads Pedersen    | Trek-Segafredo        | 4 h 32 min 04 s |
| 2.º | Benoît Cosnefroy | AG2R Citroën Team     | + 0 s           |
| 3.º | Axel Zingle      | Cofidis               | + 0 s           |
| 4.º | Kévin Vauquelin  | Arkéa-Samsic          | + 0 s           |
| 5.º | Filippo Ganna    | Ineos Grenadiers      | + 0 s           |
| 6.º | Lucas Plapp      | Ineos Grenadiers      | + 0 s           |
| 7.º | Thibaut Pinot    | Groupama-FDJ          | + 0 s           |
| 8.º | Sean Quinn       | EF Education-EasyPost | + 5 s           |
| 9.º | Alexis Gougeard  | B&B Hotels-KTM        | + 7 s           |
| 10.º | Anthony Perez    | Cofidis               | + 21 s          |

| \| Clasificación general \| Clasificación general \| Clasificación general \| Clasificación general \| Clasificación general \| \| Ciclista \| Ciclista \| Equipo \| Tiempo \| \| \| --------------------- \| --------------------- \| --------------------- \| --------------------- \| --------------------- \| \| 1.º \| Mads Pedersen \| Trek-Segafredo \| 4 h 31 min 51 s \| \| \| 2.º \| Benoît Cosnefroy \| AG2R Citroën Team \| + 7 s \| \| \| 3.º \| Axel Zingle \| Cofidis \| + 7 s \| \| \| 4.º \| Lucas Plapp \| Ineos Grenadiers \| + 12 s \| \| \| 5.º \| Kévin Vauquelin \| Arkéa-Samsic \| + 13 s \| \| \| 6.º \| Filippo Ganna \| Ineos Grenadiers \| + 13 s \| \| \| 7.º \| Thibaut Pinot \| Groupama-FDJ \| + 13 s \| \| \| 8.º \| Sean Quinn \| EF Education-EasyPost \| + 14 s \| \| \| 9.º \| Alexis Gougeard \| B&B Hotels-KTM \| + 17 s \| \| \| 10.º \| Alexander Kamp \| Trek-Segafredo \| + 29 s \| \| |                  |                       |                 |
| |                  |                       |                 |
| Fuente: ProCyclingStats |                  |                       |                 |
| Clasificación general |                  |                       |                 |
| Ciclista | Ciclista         | Equipo                | Tiempo          |
| 1.º | Mads Pedersen    | Trek-Segafredo        | 4 h 31 min 51 s |
| 2.º | Benoît Cosnefroy | AG2R Citroën Team     | + 7 s           |
| 3.º | Axel Zingle      | Cofidis               | + 7 s           |
| 4.º | Lucas Plapp      | Ineos Grenadiers      | + 12 s          |
| 5.º | Kévin Vauquelin  | Arkéa-Samsic          | + 13 s          |
| 6.º | Filippo Ganna    | Ineos Grenadiers      | + 13 s          |
| 7.º | Thibaut Pinot    | Groupama-FDJ          | + 13 s          |
| 8.º | Sean Quinn       | EF Education-EasyPost | + 14 s          |
| 9.º | Alexis Gougeard  | B&B Hotels-KTM        | + 17 s          |
| 10.º | Alexander Kamp   | Trek-Segafredo        | + 29 s          |

### 2.ª etapa
| Le Lude - Le Lude | etapa llana | (174,7 km) |

| \| Clasificación de la etapa \| Clasificación de la etapa \| Clasificación de la etapa \| Clasificación de la etapa \| Clasificación de la etapa \| \| Ciclista \| Ciclista \| Equipo \| Tiempo \| \| \| ------------------------- \| ------------------------- \| ------------------------- \| ------------------------- \| ------------------------- \| \| 1.º \| Olav Kooij \| Jumbo-Visma \| 4 h 01 min 50 s \| \| \| 2.º \| Mads Pedersen \| Trek-Segafredo \| + 0 s \| \| \| 3.º \| Lorrenzo Manzin \| TotalEnergies \| + 0 s \| \| \| 4.º \| Bram Welten \| Groupama-FDJ \| + 0 s \| \| \| 5.º \| Marc Sarreau \| AG2R Citroën Team \| + 0 s \| \| \| 6.º \| Pierre Barbier \| B&B Hotels-KTM \| + 0 s \| \| \| 7.º \| Elia Viviani \| Ineos Grenadiers \| + 0 s \| \| \| 8.º \| Jason Tesson \| Saint Michel-Auber 93 \| + 0 s \| \| \| 9.º \| Bert Van Lerberghe \| Quick-Step Alpha Vinyl \| + 0 s \| \| \| 10.º \| Mark Cavendish \| Quick-Step Alpha Vinyl \| + 0 s \| \| |                    |                        |                 |
| |                    |                        |                 |
| Fuente: ProCyclingStats |                    |                        |                 |
| Clasificación de la etapa |                    |                        |                 |
| Ciclista | Ciclista           | Equipo                 | Tiempo          |
| 1.º | Olav Kooij         | Jumbo-Visma            | 4 h 01 min 50 s |
| 2.º | Mads Pedersen      | Trek-Segafredo         | + 0 s           |
| 3.º | Lorrenzo Manzin    | TotalEnergies          | + 0 s           |
| 4.º | Bram Welten        | Groupama-FDJ           | + 0 s           |
| 5.º | Marc Sarreau       | AG2R Citroën Team      | + 0 s           |
| 6.º | Pierre Barbier     | B&B Hotels-KTM         | + 0 s           |
| 7.º | Elia Viviani       | Ineos Grenadiers       | + 0 s           |
| 8.º | Jason Tesson       | Saint Michel-Auber 93  | + 0 s           |
| 9.º | Bert Van Lerberghe | Quick-Step Alpha Vinyl | + 0 s           |
| 10.º | Mark Cavendish     | Quick-Step Alpha Vinyl | + 0 s           |

| \| Clasificación general \| Clasificación general \| Clasificación general \| Clasificación general \| Clasificación general \| \| Ciclista \| Ciclista \| Equipo \| Tiempo \| \| \| --------------------- \| --------------------- \| --------------------- \| --------------------- \| --------------------- \| \| 1.º \| Mads Pedersen \| Trek-Segafredo \| 8 h 33 min 35 s \| \| \| 2.º \| Benoît Cosnefroy \| AG2R Citroën Team \| + 13 s \| \| \| 3.º \| Axel Zingle \| Cofidis \| + 13 s \| \| \| 4.º \| Lucas Plapp \| Ineos Grenadiers \| + 18 s \| \| \| 5.º \| Alexis Gougeard \| B&B Hotels-KTM \| + 18 s \| \| \| 6.º \| Kévin Vauquelin \| Arkéa-Samsic \| + 19 s \| \| \| 7.º \| Thibaut Pinot \| Groupama-FDJ \| + 19 s \| \| \| 8.º \| Sean Quinn \| EF Education-EasyPost \| + 20 s \| \| \| 9.º \| Olav Kooij \| Jumbo-Visma \| + 30 s \| \| \| 10.º \| Julien Simon \| TotalEnergies \| + 40 s \| \| |                  |                       |                 |
| |                  |                       |                 |
| Fuente: ProCyclingStats |                  |                       |                 |
| Clasificación general |                  |                       |                 |
| Ciclista | Ciclista         | Equipo                | Tiempo          |
| 1.º | Mads Pedersen    | Trek-Segafredo        | 8 h 33 min 35 s |
| 2.º | Benoît Cosnefroy | AG2R Citroën Team     | + 13 s          |
| 3.º | Axel Zingle      | Cofidis               | + 13 s          |
| 4.º | Lucas Plapp      | Ineos Grenadiers      | + 18 s          |
| 5.º | Alexis Gougeard  | B&B Hotels-KTM        | + 18 s          |
| 6.º | Kévin Vauquelin  | Arkéa-Samsic          | + 19 s          |
| 7.º | Thibaut Pinot    | Groupama-FDJ          | + 19 s          |
| 8.º | Sean Quinn       | EF Education-EasyPost | + 20 s          |
| 9.º | Olav Kooij       | Jumbo-Visma           | + 30 s          |
| 10.º | Julien Simon     | TotalEnergies         | + 40 s          |

### 3.ª etapa
| Sablé-sur-Sarthe - Sablé-sur-Sarthe | etapa llana | (176,5 km) |

| \| Clasificación de la etapa \| Clasificación de la etapa \| Clasificación de la etapa \| Clasificación de la etapa \| Clasificación de la etapa \| \| Ciclista \| Ciclista \| Equipo \| Tiempo \| \| \| ------------------------- \| ------------------------- \| -------------------------------- \| ------------------------- \| ------------------------- \| \| 1.º \| Mads Pedersen \| Trek-Segafredo \| 4 h 04 min 23 s \| \| \| 2.º \| Kévin Vauquelin \| Arkéa-Samsic \| + 0 s \| \| \| 3.º \| Mark Cavendish \| Quick-Step Alpha Vinyl \| + 0 s \| \| \| 4.º \| Paul Penhoët \| Groupama-FDJ \| + 0 s \| \| \| 5.º \| Hugo Hofstetter \| Arkéa-Samsic \| + 0 s \| \| \| 6.º \| Olav Kooij \| Jumbo-Visma \| + 0 s \| \| \| 7.º \| Clément Venturini \| AG2R Citroën Team \| + 0 s \| \| \| 8.º \| Lorrenzo Manzin \| TotalEnergies \| + 0 s \| \| \| 9.º \| Marijn van den Berg \| EF Education-EasyPost \| + 0 s \| \| \| 10.º \| Thomas Boudat \| Go Sport-Roubaix Lille Métropole \| + 0 s \| \| |                     |                                  |                 |
| |                     |                                  |                 |
| Fuente: ProCyclingStats |                     |                                  |                 |
| Clasificación de la etapa |                     |                                  |                 |
| Ciclista | Ciclista            | Equipo                           | Tiempo          |
| 1.º | Mads Pedersen       | Trek-Segafredo                   | 4 h 04 min 23 s |
| 2.º | Kévin Vauquelin     | Arkéa-Samsic                     | + 0 s           |
| 3.º | Mark Cavendish      | Quick-Step Alpha Vinyl           | + 0 s           |
| 4.º | Paul Penhoët        | Groupama-FDJ                     | + 0 s           |
| 5.º | Hugo Hofstetter     | Arkéa-Samsic                     | + 0 s           |
| 6.º | Olav Kooij          | Jumbo-Visma                      | + 0 s           |
| 7.º | Clément Venturini   | AG2R Citroën Team                | + 0 s           |
| 8.º | Lorrenzo Manzin     | TotalEnergies                    | + 0 s           |
| 9.º | Marijn van den Berg | EF Education-EasyPost            | + 0 s           |
| 10.º | Thomas Boudat       | Go Sport-Roubaix Lille Métropole | + 0 s           |

| \| Clasificación general \| Clasificación general \| Clasificación general \| Clasificación general \| Clasificación general \| \| Ciclista \| Ciclista \| Equipo \| Tiempo \| \| \| --------------------- \| --------------------- \| --------------------- \| --------------------- \| --------------------- \| \| 1.º \| Mads Pedersen \| Trek-Segafredo \| 12 h 37 min 48 s \| \| \| 2.º \| Kévin Vauquelin \| Arkéa-Samsic \| + 23 s \| \| \| 3.º \| Benoît Cosnefroy \| AG2R Citroën Team \| + 23 s \| \| \| 4.º \| Axel Zingle \| Cofidis \| + 23 s \| \| \| 5.º \| Lucas Plapp \| Ineos Grenadiers \| + 28 s \| \| \| 6.º \| Alexis Gougeard \| B&B Hotels-KTM \| + 28 s \| \| \| 7.º \| Thibaut Pinot \| Groupama-FDJ \| + 29 s \| \| \| 8.º \| Sean Quinn \| EF Education-EasyPost \| + 30 s \| \| \| 9.º \| Olav Kooij \| Jumbo-Visma \| + 40 s \| \| \| 10.º \| Laurent Pichon \| Arkéa-Samsic \| + 41 s \| \| |                  |                       |                  |
| |                  |                       |                  |
| Fuente: ProCyclingStats |                  |                       |                  |
| Clasificación general |                  |                       |                  |
| Ciclista | Ciclista         | Equipo                | Tiempo           |
| 1.º | Mads Pedersen    | Trek-Segafredo        | 12 h 37 min 48 s |
| 2.º | Kévin Vauquelin  | Arkéa-Samsic          | + 23 s           |
| 3.º | Benoît Cosnefroy | AG2R Citroën Team     | + 23 s           |
| 4.º | Axel Zingle      | Cofidis               | + 23 s           |
| 5.º | Lucas Plapp      | Ineos Grenadiers      | + 28 s           |
| 6.º | Alexis Gougeard  | B&B Hotels-KTM        | + 28 s           |
| 7.º | Thibaut Pinot    | Groupama-FDJ          | + 29 s           |
| 8.º | Sean Quinn       | EF Education-EasyPost | + 30 s           |
| 9.º | Olav Kooij       | Jumbo-Visma           | + 40 s           |
| 10.º | Laurent Pichon   | Arkéa-Samsic          | + 41 s           |

### 4.ª etapa
| La Chapelle-Saint-Aubin - La Chapelle-Saint-Aubin | etapa llana | (136,4 km) |

| \| Clasificación de la etapa \| Clasificación de la etapa \| Clasificación de la etapa \| Clasificación de la etapa \| Clasificación de la etapa \| \| Ciclista \| Ciclista \| Equipo \| Tiempo \| \| \| ------------------------- \| ------------------------- \| -------------------------------- \| ------------------------- \| ------------------------- \| \| 1.º \| Olav Kooij \| Jumbo-Visma \| \| \| \| 2.º \| Xandro Meurisse \| Alpecin-Fenix \| + 0 s \| \| \| 3.º \| Elia Viviani \| Ineos Grenadiers \| + 15 s \| \| \| 4.º \| Mick van Dijke \| Jumbo-Visma \| + 15 s \| \| \| 5.º \| Jérémy Leveau \| Go Sport-Roubaix Lille Métropole \| + 15 s \| \| \| 6.º \| Yves Lampaert \| Quick-Step Alpha Vinyl \| + 15 s \| \| \| 7.º \| Alexis Renard \| Cofidis \| + 15 s \| \| \| 8.º \| Benoît Cosnefroy \| AG2R Citroën Team \| + 15 s \| \| \| 9.º \| Bram Welten \| Groupama-FDJ \| + 15 s \| \| \| 10.º \| Romain Cardis \| Saint Michel-Auber 93 \| + 39 s \| \| |                  |                                  |        |
| |                  |                                  |        |
| Fuente: ProCyclingStats |                  |                                  |        |
| Clasificación de la etapa |                  |                                  |        |
| Ciclista | Ciclista         | Equipo                           | Tiempo |
| 1.º | Olav Kooij       | Jumbo-Visma                      |        |
| 2.º | Xandro Meurisse  | Alpecin-Fenix                    | + 0 s  |
| 3.º | Elia Viviani     | Ineos Grenadiers                 | + 15 s |
| 4.º | Mick van Dijke   | Jumbo-Visma                      | + 15 s |
| 5.º | Jérémy Leveau    | Go Sport-Roubaix Lille Métropole | + 15 s |
| 6.º | Yves Lampaert    | Quick-Step Alpha Vinyl           | + 15 s |
| 7.º | Alexis Renard    | Cofidis                          | + 15 s |
| 8.º | Benoît Cosnefroy | AG2R Citroën Team                | + 15 s |
| 9.º | Bram Welten      | Groupama-FDJ                     | + 15 s |
| 10.º | Romain Cardis    | Saint Michel-Auber 93            | + 39 s |

## Clasificaciones finales
- Las clasificaciones finalizaron de la siguiente forma:[5]

### Clasificación general
| \| Clasificación general \| Clasificación general \| Clasificación general \| Clasificación general \| Clasificación general \| \| Ciclista \| Ciclista \| Equipo \| Tiempo \| \| \| --------------------- \| --------------------- \| -------------------------------- \| --------------------- \| --------------------- \| \| 1.º \| Olav Kooij \| Jumbo-Visma \| 15 h 49 min 52 s \| \| \| 2.º \| Benoît Cosnefroy \| AG2R Citroën Team \| + 8 s \| \| \| 3.º \| Xandro Meurisse \| Alpecin-Fenix \| + 14 s \| \| \| 4.º \| Jérémy Leveau \| Go Sport-Roubaix Lille Métropole \| + 35 s \| \| \| 5.º \| Axel Zingle \| Cofidis \| + 1 min 08 s \| \| \| 6.º \| Elia Viviani \| Ineos Grenadiers \| + 1 min 09 s \| \| \| 7.º \| Alexis Renard \| Cofidis \| + 1 min 15 s \| \| \| 8.º \| Romain Cardis \| Saint Michel-Auber 93 \| + 1 min 27 s \| \| \| 9.º \| Thibault Guernalec \| Arkéa-Samsic \| + 1 min 32 s \| \| \| 10.º \| Mattia Bais \| Drone Hopper-Androni Giocattoli \| + 1 min 49 s \| \| |                    |                                  |                  |
| |                    |                                  |                  |
| Fuente: ProCyclingStats |                    |                                  |                  |
| Clasificación general |                    |                                  |                  |
| Ciclista | Ciclista           | Equipo                           | Tiempo           |
| 1.º | Olav Kooij         | Jumbo-Visma                      | 15 h 49 min 52 s |
| 2.º | Benoît Cosnefroy   | AG2R Citroën Team                | + 8 s            |
| 3.º | Xandro Meurisse    | Alpecin-Fenix                    | + 14 s           |
| 4.º | Jérémy Leveau      | Go Sport-Roubaix Lille Métropole | + 35 s           |
| 5.º | Axel Zingle        | Cofidis                          | + 1 min 08 s     |
| 6.º | Elia Viviani       | Ineos Grenadiers                 | + 1 min 09 s     |
| 7.º | Alexis Renard      | Cofidis                          | + 1 min 15 s     |
| 8.º | Romain Cardis      | Saint Michel-Auber 93            | + 1 min 27 s     |
| 9.º | Thibault Guernalec | Arkéa-Samsic                     | + 1 min 32 s     |
| 10.º | Mattia Bais        | Drone Hopper-Androni Giocattoli  | + 1 min 49 s     |

### Clasificación de la montaña
| Clasificación de la montaña | Clasificación de la montaña | Clasificación de la montaña | Clasificación de la montaña | Clasificación de la montaña |
| Ciclista                    | Ciclista                    | Equipo                      | Puntos                      |                             |
| --------------------------- | --------------------------- | --------------------------- | --------------------------- | --------------------------- |
| 1.º                         | Maël Guégan                 | Team U Nantes Atlantique    | 44 pts                      |                             |

### Clasificación por puntos
| Clasificación por puntos | Clasificación por puntos | Clasificación por puntos | Clasificación por puntos | Clasificación por puntos |
| Ciclista                 | Ciclista                 | Equipo                   | Puntos                   |                          |
| ------------------------ | ------------------------ | ------------------------ | ------------------------ | ------------------------ |
| 1.º                      | Mads Pedersen            | Trek-Segafredo           | 75 pts                   |                          |
| 2.º                      | Olav Kooij               | Jumbo-Visma              | 61 pts                   |                          |
| 3.º                      | Benoît Cosnefroy         | AG2R Citroën Team        | 34 pts                   |                          |

### Clasificación de los jóvenes
| Clasificación del mejor joven | Clasificación del mejor joven | Clasificación del mejor joven | Clasificación del mejor joven | Clasificación del mejor joven |
| Ciclista                      | Ciclista                      | Equipo                        | Tiempo                        |                               |
| ----------------------------- | ----------------------------- | ----------------------------- | ----------------------------- | ----------------------------- |

### Clasificación por equipos
| Clasificación por equipos | Clasificación por equipos | Clasificación por equipos | Clasificación por equipos |
| Equipo                    | Equipo                    | Tiempo                    |                           |
| ------------------------- | ------------------------- | ------------------------- | ------------------------- |

## Evolución de las clasificaciones
| Etapa                   |                         | Ganador _     | Clasificación general | Puntos        | Montaña     | Jóvenes     | Equipo           |
| ----------------------- | ----------------------- | ------------- | --------------------- | ------------- | ----------- | ----------- | ---------------- |
| 1.ª etapa               | etapa escarpada         | Mads Pedersen | Mads Pedersen         | Mads Pedersen | Maël Guégan | Lucas Plapp | Ineos Grenadiers |
| 2.ª etapa               | etapa llana             | Olav Kooij    | Mads Pedersen         | Mads Pedersen | Maël Guégan | Lucas Plapp | Cofidis          |
| 3.ª etapa               | etapa llana             | Mads Pedersen | Mads Pedersen         | no otorgado   | no otorgado | no otorgado | no otorgado      |
| 4.ª etapa               | etapa llana             | Olav Kooij    | Olav Kooij            | Mads Pedersen | Maël Guégan | Olav Kooij  | Alpecin-Fenix    |
| Clasificaciones finales | Clasificaciones finales |               | Olav Kooij            | Mads Pedersen | Maël Guégan | Olav Kooij  | Alpecin-Fenix    |

## UCI World Ranking
El Circuito de la Sarthe otorgó puntos para el UCI World Ranking para corredores de los equipos en las categorías UCI WorldTeam, UCI ProTeam y Continental. Las siguientes tablas son el baremo de puntuación y los diez corredores que obtuvieron más puntos:
| Posición              | 1.º | 2.º | 3.º | 4.º | 5.º | 6.º | 7.º | 8.º | 9.º | 10.º | 11.º | 12.º | 13.º-15.º | 16.º-25.º |
| Clasificación general | 125 | 85  | 70  | 60  | 50  | 40  | 35  | 30  | 25  | 20   | 15   | 10   | 5         | 3         |
| Por etapa             | 14  | 5   | 3   |     |     |     |     |     |     |      |      |      |           |           |
| Líder                 | 3   |     |     |     |     |     |     |     |     |      |      |      |           |           |

| Clasificación |                    |                                  |         |       |       |       |
| Posición      | Ciclista           | Equipo                           | General | Etapa | Líder | Total |
| ------------- | ------------------ | -------------------------------- | ------- | ----- | ----- | ----- |
| 1.º           | Olav Kooij         | Jumbo-Visma                      | 125     | 28    | -     | 153   |
| 2.º           | Benoît Cosnefroy   | AG2R Citroën                     | 85      | 5     | -     | 90    |
| 3.º           | Xandro Meurisse    | Alpecin-Fenix                    | 70      | 5     | -     | 75    |
| 4.º           | Jérémy Leveau      | Go Sport-Roubaix Lille Métropole | 60      | -     | -     | 60    |
| 5.º           | Axel Zingle        | Cofidis                          | 50      | 3     | -     | 53    |
| 6.º           | Mads Pedersen      | Trek-Segafredo                   | 3       | 33    | 9     | 45    |
| 7.º           | Elia Viviani       | INEOS Grenadiers                 | 40      | 3     | -     | 43    |
| 8.º           | Alexis Renard      | Cofidis                          | 35      | -     | -     | 35    |
| 9.º           | Romain Cardis      | Saint Michel-Auber93             | 30      | -     | -     | 30    |
| 10.º          | Thibault Guernalec | Arkéa Samsic                     | 25      | -     | -     | 25    |